# Cantone di Jama
Il cantone di Jama è un cantone dell'Ecuador che si trova nella provincia di Manabí.
Il capoluogo del cantone è Jama.